# STYXL1
STYXL1 (англ. Serine/threonine/tyrosine interacting like 1) – білок, який кодується однойменним геном, розташованим у людей на короткому плечі 7-ї хромосоми. Довжина поліпептидного ланцюга білка становить 313 амінокислот, а молекулярна маса — 35 818.
| 10         |  | 20         |  | 30         |  | 40         |  | 50         |
| ---------- |  | ---------- |  | ---------- |  | ---------- |  | ---------- |
| MPGLLLCEPT |  | ELYNILNQAT |  | KLSRLTDPNY |  | LCLLDVRSKW |  | EYDESHVITA |
| LRVKKKNNEY |  | LLPESVDLEC |  | VKYCVVYDNN |  | SSTLEILLKD |  | DDDDSDSDGD |
| GKDLVPQAAI |  | EYGRILTRLT |  | HHPVYILKGG |  | YERFSGTYHF |  | LRTQKIIWMP |
| QELDAFQPYP |  | IEIVPGKVFV |  | GNFSQACDPK |  | IQKDLKIKAH |  | VNVSMDTGPF |
| FAGDADKLLH |  | IRIEDSPEAQ |  | ILPFLRHMCH |  | FIEIHHHLGS |  | VILIFSTQGI |
| SRSCAAIIAY |  | LMHSNEQTLQ |  | RSWAYVKKCK |  | NNMCPNRGLV |  | SQLLEWEKTI |
| LGDSITNIMD |  | PLY        |  |            |  |            |  |            |

A: Аланін

C: Цистеїн

D: Аспарагінова кислота

E: Глутамінова кислота

F: Фенілаланін

G: Гліцин

H: Гістидин

I: Ізолейцин

K: Лізин

L: Лейцин

M: Метіонін

N: Аспарагін

P: Пролін

Q: Глутамін

R: Аргінін

S: Серин

T: Треонін

V: Валін

W: Триптофан

Кодований геном білок за функціями належить до гідролаз, протеїн-фосфатаз. 
Задіяний у такому біологічному процесі, як альтернативний сплайсинг.